# César devuelve a Cleopatra al trono de Egipto (Pietro da Cortona)
César devuelve a Cleopatra al trono de Egipto es una pintura al óleo sobre lienzo de Pietro da Cortona, fechado entre 1637 y 1643, conservado en el Museo de Bellas Artes de Lyon.

## Historia y descripción
El cuadro fue encargado, posiblemente con la mediación de los Barberini, por el político y coleccionista Louis I Phélypeaux de La Vrillière (1599-1681), consejero de Luis XIII y secretario de Estado desde 1621, para la galería de su hotel particular de París construido según un diseño de François Mansart de 1635. La joya de la corona del palacio, ahora conocido como el Hôtel de Toulouse, la galería, conocida como la Galerie dorée, estaba adornada con diez lienzos de pintores de la escuela romana, o al menos activos en Roma: tres (incluido éste) de Pietro da Cortona, tres de Guercino, uno de Guido Reni, uno de Carlo Maratta, uno de Poussin  y finalmente otro de Orbetto. La mayoría de los encargos, que comenzaron tras la compra por Phélypeaux del Rapto de Helena de Reni en el mercado, se realizaron entre 1635 y 1645; la datación de este lienzo en cuestión, desde el punto de vista estilístico, oscila entre 1637 y 1643 aproximadamente. El cuadro, junto con los demás, pasó a manos del Estado en 1793 con las expropiaciones del periodo revolucionario y, con el decreto Chaptal de 14 Fructidor anno IX (31 de agosto de 1801) por el que se creaban los museos provinciales, fue destinado al recién fundado Museo de Lyon. De los demás cuadros de la Galerie dorée, que fueron sustituidos por copias, cinco permanecieron en París, en el Louvre, y los demás fueron enviados a los museos de Nancy, Marsella, Caen y Lille  .
La obra representa a Julio César con la cabeza rodeada por una corona de laurel en el acto de devolver el poder a su amante Cleopatra, acompañado por dos damas de compañía, mostrándole el trono con la mano izquierda, sobre la que descansan la corona y el cetro, símbolos del poder real, y cogiéndole la mano con la derecha. Las manos unidas de los dos protagonistas ocupan exactamente el centro del cuadro; a la derecha, en las sombras, retrocede resentida Arsínoe, obligada a ceder el trono a su hermana. Al fondo, entre árboles y arquitectura típica cortoniana, las filas militares romanas que acompañaron al dictador a Egipto.
Se conservan dos dibujos relacionados con el cuadro: el primero en los Uffizi (inv. 1407), obra de Cortona y correspondiente a una fase ideacional temprana como atestiguan las numerosas diferencias con la obra acabada, y un segundo que lo reproduce fielmente, quizá una derivación posterior, en el Istituto Centrale per la Grafica de Roma (inv. F.N. 9624).

## Otra versión

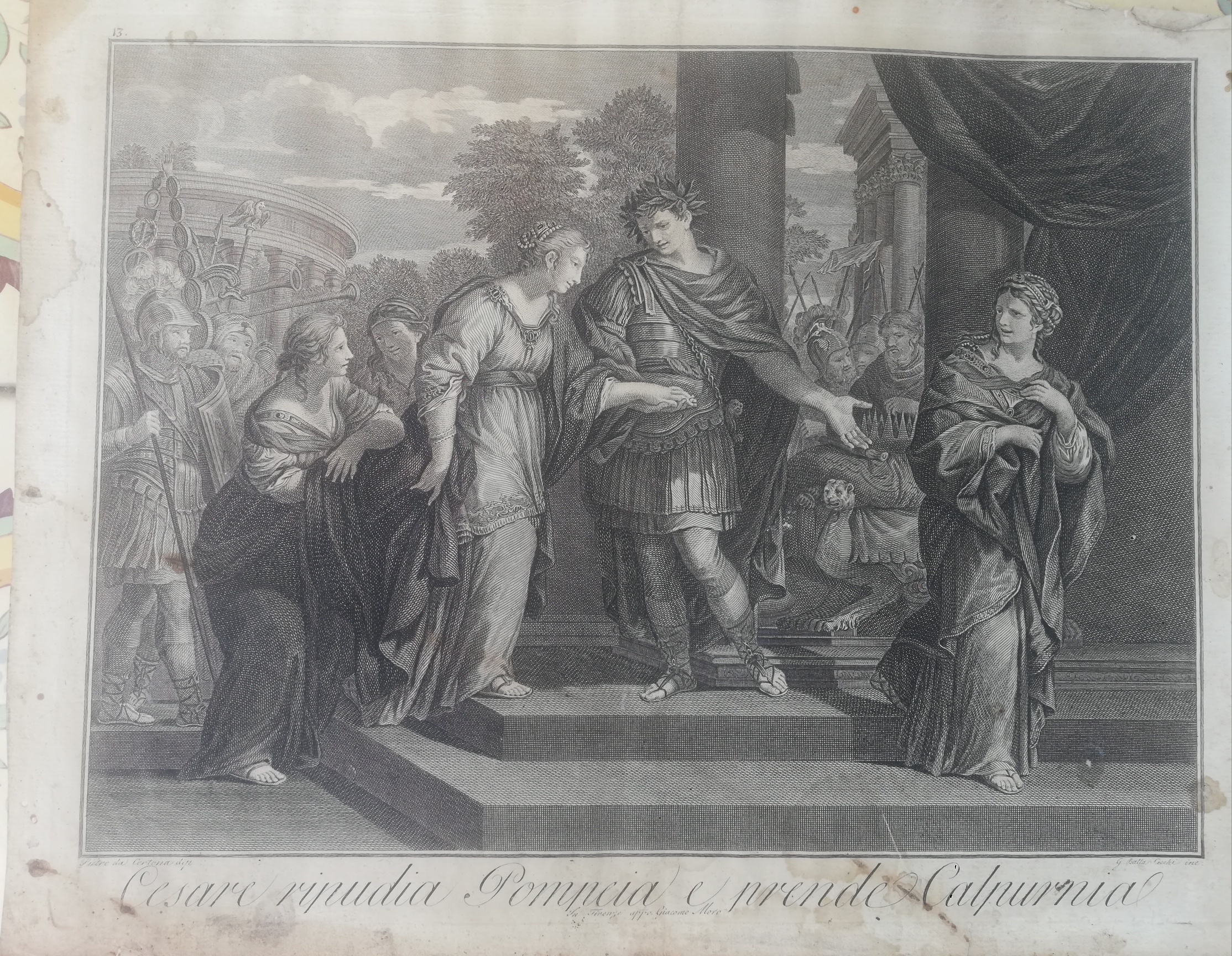
Grabado de Cecchi de la versión ya existente en Florencia

Otra versión del cuadro está documentada a finales del siglo XVIII en la colección Strozzi de Florencia. La existencia de la réplica está atestiguada por un grabado de Giovanni Battista Cecchi fechado en 1783, publicado en la serie «Raccolta di ventiquattro Stampe rappresentanti Quadri copiati da alcune Gallerie, e Palazzi di Firenze» (...),con el título, derivado de una mala interpretación del tema en su momento,«Cesare ripudia Pompea e prende Calpurnia» (en italiano).</ref> Se desconoce la ubicación actual de este lienzo.